# Узкоколейная железная дорога на Южном входном моле Калининградского морского канала
Узкоколейная железная дорога на южном входном моле Калининградского морского канала находилась на Балтийской косе (административно - территория города Балтийска Калининградской области Российской Федерации).
Данная узкоколейная железная дорога являлась самой западной железной дорогой России. Узкоколейная железная дорога также необычна своим местонахождением (частично пролегает по узкой бетонной полосе, уходящей в море), так и тем, что, скорее всего, являлась единственной «промышленной» узкоколейной железной дорогой (без учёта шахтных), построенной на пространстве бывшего СССР после 2000 года[прояснить].
Дата открытия: 2007 год.
Ширина колеи: 750 мм
Протяжённость, по состоянию на 2008 год: 565 метров.
На узкоколейной железной дороге выполнялись грузовые перевозки (доставка строительных материалов и конструкций на территорию мола во время его реконструкции).
Тяговый подвижной состав был представлен тепловозом ТУ7-2232.
Вероятная дата закрытия узкоколейной железной дороги — конец 2008 года.